# Voyage au bout de l'enfer (série télévisée)
Pour l’article homonyme, voir Voyage au bout de l'enfer.
Voyage au bout de l'enfer ou Voyage d'enfer au Québec (Banged Up Abroad) est une série télévisée documentaire britannique diffusée depuis mars 2006 sur National Geographic Channel.
En France, elle est diffusée sur National Geographic Channel et au Québec sur Canal D.

## Synopsis
Cette série raconte des histoires de personnes emprisonnées à l'étranger.
Les épisodes sont composées d'interviews avec les victimes et témoins alors que des acteurs reconstituent les événements.